# Стифелио (опера)
Стифелио (Stiffelio), опера, drama lirico у три чина Ђузепеа Вердија. Касније ју је композитор прерадио под именом Аролдо (Aroldo) са енглеским Крсташем из XIII века као главним јунаком. У још једној преради, коју је урадио импресарио Марио Ламари (Mario Lamari), под насловом Виљем Велингрод (Guglielmo Wellingrode), главни лик је државник из XV века.

## Либрето
- Стифелио и Аролдо - Франческо Марија Пјаве (Francesco Maria Piave) према драми „Пастор, или Јевањђеље и Дом” (Le Pasteur, ou L’évangile et le foyer) Емила Сувестреа (Émile Souvestre) и Еужена Буржуа (Eugène Bourgeois).
- Виљем Велингрод – импресарио Марио Ламари (Mario Lamari)

## Праизведба
- Стифелио – 16. новембар 1850, Трст у Teatro Grande
- Виљем Велингрод – 1851, Рим у Teatro Apollo и Фиренца у Teatro della Pergola
- Аролдо – 16. август 1857, Римини у Teatro Nuovo

## Ликови и улоге (Стифелио)
Стифелио (Stiffelio), Ахасуеријски пастор - тенор

Лина (Lina), његова жена - сопран

Станкар (Stankar), стари наредник и војвода Царства, Линин отац - баритон

Рафаеле фон Лојтхолд (Raffaele von Leuthold), племић - тенор

Јорг (Jorg), стари пастор - бас

Фредерик фон Френгел (Federico von Frengel), Линин рођак  - тенор

Доротеа (Dorotea), Линина рођака - мецосопран
пријатељи војводе, Ахасуеријанци (хор)

## Место и време
Аустрија, крај реке Салцбах, у раном XIX веку

### I чин
- Сцена I

Дворана у Станкаровом замку. Пастор Стифелио долази кући након дужег избивања и присутнима преноси причу: скелеџија му је дао хрпу папира које је неки човек изгубио док је искакао кроз прозор након љубавног састанка. Стифелио, у хришћанском братољубљу, уништава доказ да би спасао незнанца. Он не зна да су ти папири доказ за неверство његове жене Лине. Само је њен отац Станкар сумњичав. Када примети да Рафаеле покушава да дотури Лини поруку сакривши је у књизи, Станкар зна да је у праву и наговара Лину да ћути да би сазувала породичну част.
- Сцена II

Пријем у дворани замка. Патор Јорг је такође приметио инцидент са поруком, али га повезује са Лининим рођаком Федериком. Станкар успева да дође до поруке.

### II чин
Гробље старе цркве. У очајању, Лина покушава да се скрије у мајчиној гробници. Чак и тамо јој се Рафаеле удвара, али га она одбија, говорећи да је њихова кратка веза био само тренутак њене слабости. Њен отац Станкар изазива Рафаелеа на двобој. Неочекивано, Стифелио долази и покушава да их помири у име Божје, али сазнаје за женино неверство и емоције су му у сукобу, растрзан је између огромне љубоморе и хришћанске врлине опроштаја коју је дужан да поштује.

### III чин
- Сцена I

Предворје замка. Станкар сазнаје да Рафаеле жели да одбегне са Лином. Стифелио се суочава са њом, а Рафаеле, скривен, чује овај разговор. Када пастор даје жени документ о разводу, она га моли да му се исповеди као свештенику, ако већ неће да је саслуша као муж. У исповести, она говори како ју је слабост обузела на тренутак и да њено срце припада њеном мужу. У међувремену, Станкар који не схвата шта се догађа, у жељи да спасе породичну част, убија Рафаелеа.
- Сцена II

У цркви. Упркос растројености, Стифелио и даље мора да обави дужност локалног пастора. Отвара Библију насумице и угледа причу о жени ухваћеној у неверству. Узевши овај текст за проповед и кроз њу долази до личног чина опроштаја; прихвата назад своју жену и приказује праву хришћанску љубав за ближњега.